# Perico

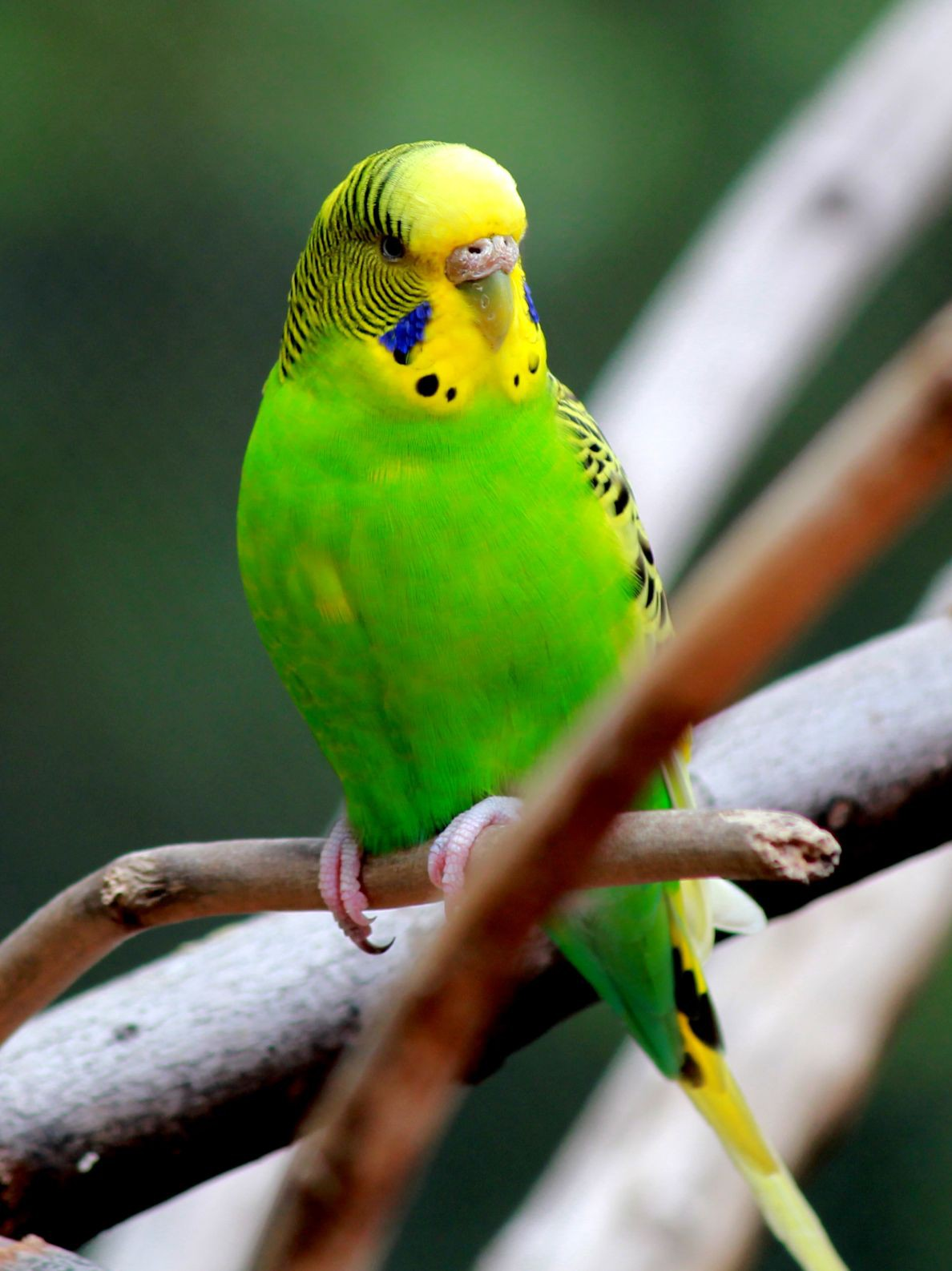
El periquito australiano (Melopsittacus undulatus) es una mascota popular y el perico más común

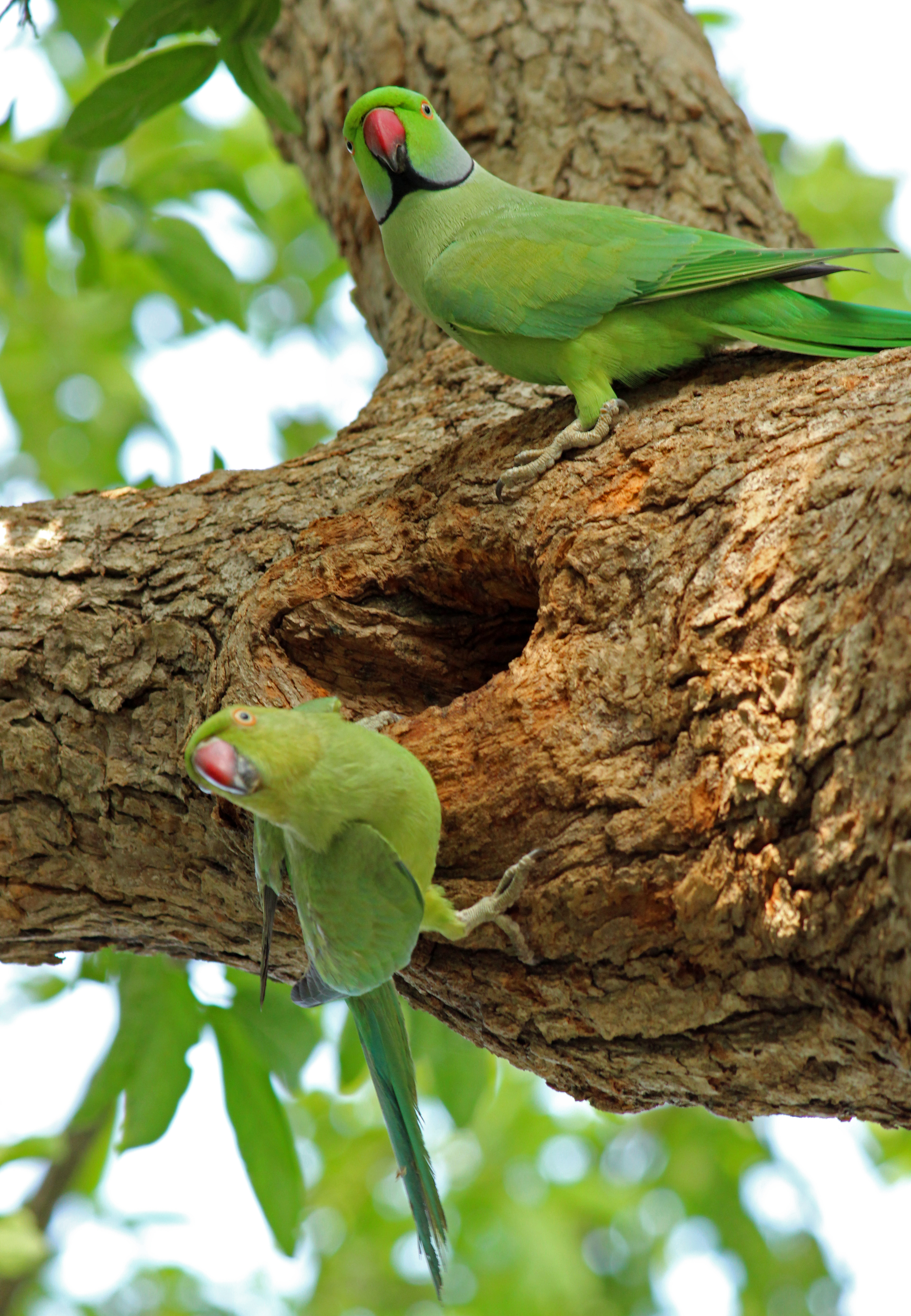
Cotorras de Kramer (Psittacula krameri) en Vedanthangal, Tamil Nadu, India.

Un perico (o periquito) es cualquiera de las muchas especies de loros de tamaño pequeño a mediano, en múltiples géneros, que generalmente tiene plumas de cola largas.

## Etimología y denominación
El nombre periquito se deriva de la palabra francesa perroquet, que se refleja en algunas grafías más antiguas que todavía se encuentran a veces, como paroquet o paraquet. Sin embargo, en francés moderno se utiliza la palabra perruche para referirse a periquitos y loros de tamaño similar.
En inglés estadounidense, la palabra parakeet suele referirse al periquito australiano (Melopsittacus undulatus); además, en Australia se usa popularmente el nombre budgie para esta especie.

## Sumario
Los pericos comprenden alrededor de 115 especies de aves que son loros de tamaño pequeño, constitución esbelta y colas largas y afiladas, y que se alimentan de semillas. El periquito australiano (Melopsittacus undulatus) es probablemente el perico más común. Fue descrito por primera vez por los zoólogos en 1891. Es la especie de periquito más popular que se tiene como mascota en Norteamérica y Europa.

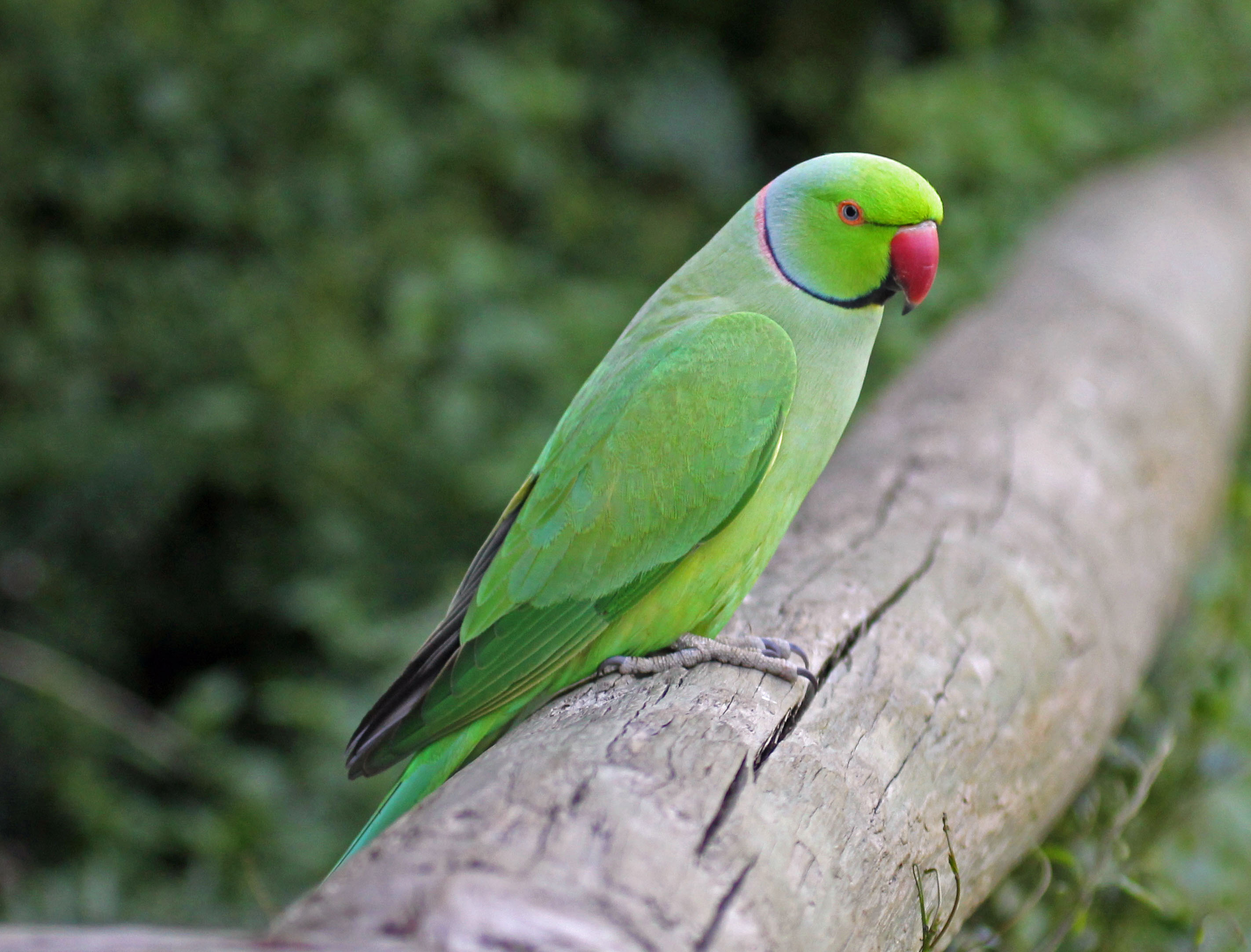
Una cotorra de Kramer (Psittacula krameri) macho

Los pericos de cola ancha o rosellas (Platycercus) también son periquitos. Muchas de las especies de loris más pequeñas y de cola larga pueden denominarse en inglés lorikeets. La cotorra de Kramer (en inglés rose-ringed parakeet) es una especie del género Psittacula originaria de África y Asia que es popular como mascota y se ha asilvestrado en muchas ciudades fuera de su área de distribución natural.
Una especie más grande puede denominarse indistintamente «loro» o «perico»; por ejemplo, «loro barranquero» y «perico barranquero» son dos nombres comunes para la misma especie: Cyanoliseus patagonus.
Muchas especies diferentes de pericos se crían y venden comercialmente como mascotas, siendo el periquito australiano (Melopsittacus undulatus) la tercera mascota más popular del mundo, después de los gatos y los perros.
No pueden ingerir marañones cuando aún son pequeños, debido a que esta fruta contiene sustancias que para ellos son tóxicas.[cita requerida]

## Reproducción
Los pericos suelen reproducirse más fácilmente en grupos; sin embargo, puede haber conflictos entre las parejas reproductoras y los individuos, especialmente si el espacio es limitado. La presencia de otros periquitos anima a la pareja a reproducirse, por lo que es mejor criar en grupo. A pesar de esto, muchos criadores optan por criar en parejas para evitar conflictos y conocer con certeza el parentesco de la descendencia. Los pericos, en general, ponen una media de 4 a 8 huevos, mientras que los periquitos australianos ponen de 4 a 6 huevos.